# Eliécer Silva Celis
Eliécer Silva Celis fue un arqueólogo y etnólogo colombiano, nacido el 20 de enero de 1914 en el caserío de Tobasía, municipio de Floresta (Boyacá). Falleció en Sogamoso, a la edad de 93 años, el 4 de julio de 2007.

## Infancia
Quedó huérfano a temprana edad, situación que lo obligó a trabajar en el rebusque; vendiendo baratijas por los pueblos de Boyacá, transitando por polvorientos caminos durante semanas hasta moler sus sudorosos pies», tuvo que alistarse en la construcción del Ferrocarril de Antioquia, enfrentando las cálidas y malsanas tierras del valle del río Magdalena.
Su juventud se vio marcada por las privaciones y el esfuerzo, debiendo trabajar como maestro de escuela en la cárcel de Santa Rosa de Viterbo, y el panóptico de Tunja. Con el poco dinero ahorrado logró finalizar la educación secundaría en 1937.
Ese mismo año ingresa a la Escuela Normal Superior de Colombia en Bogotá. Bajo la dirección del siquiatra José Francisco Socarrás recibe las enseñanzas de un selecto grupo de librepensadores que huían de la persecución nazi, entre los cuales se destacaron Paul Rivet, Justus W. Schottelius, José Francisco Socarrás, Rudolf Hommes, Ernesto Guhl Nimtz, Gregorio Hernández de Alba, José de Recasens. “Ellos a la vez fueron sus inolvidables maestros en los campos de la etnología, arqueología, antropología física, historia, filosofía, lingüística y en otros conocimientos que formaron al futuro investigador”. En 1941 termina sus estudios en la Escuela Normal Superior.

## La aventura arqueológica
- En el año de 1942 ingresa al recién creado Servicio Arqueológico Nacional y acompaña a Gregorio Hernández de Alba en las excavaciones alrededor del Pozo de Donato en Tunja.
- En 1944 adelanta exploraciones arqueológicas en Tierradentro.[2]
- En 1944 realiza exploraciones arqueológicas en La Belleza (Santander)[3]
- En 1945 inicia la búsqueda de los vestigios del Templo del Sol en la vereda de Monquirá, cerca de la fuente de Conchucua en Sogamoso, que continuaría hasta sus últimos días de vida.[4]
- Entre 1945 y 1946  realiza las exploraciones arqueológicas en la región del grupo Lache del Cocuy.[5]
- Silva viaja a Francia en 1946, para participar al lado de notables investigadores en las excavaciones de yacimientos del paleolítico medio hasta el año siguiente.
- En 1948 viaja a París, para asistir al XXVIII Congreso Internacional de Americanistas. Su obra es reconocida por los científicos que lo eligen, por unanimidad, Secretario General del evento.
- En 1952 funda el Museo Arqueológico de Sogamoso.
- Fue uno de los confundadores de la Universidad Pedagógica y Tecnológica de Colombia (UPTC) de Tunja (Boyacá), en 1953.[cita requerida]
- Con el apoyo del artista alemán Eginhard Menghius inicia la museografía del Museo Arqueológico de Sogamoso.
- En 1964 viaja a Moscú, para participar en el VII Congreso Mundial de Antropología y Etnología. Sus trabajos son laureados con la Mención de Honor. Este congreso le da la oportunidad de recorrer otros países de Europa y Cercano Oriente, al lado de su esposa Lilia Montaña Barrera.
- En 1968 inicia las exploraciones en la zona de Mongua, Boyacá, donde logra describir las únicas figuras monolíticas representantes de la escultura muisca. Las labores fueron interrumpidas por causas ajenas a Silva Celis.
- Por esa época retoma las investigaciones en los alrededores de la Villa de Leyva, Boyacá, donde identifica y avanza en la exploración de los observatorios astronómicos muiscas.[6][7]

- Entre 1967 y 1970 amplía la museografía con la asistencia del pintor Manuel León y enriquece el Museo con las obras del escultor Hugo Martínez González.

## Promotor cívico y cultural
- Fundador del Museo Arqueológico y Etnológico de Sogamoso.
- Fundador de la Universidad Pedagógica y Tecnológica de Tunja.
- En las décadas de 1960 y 1970, Silva Celis fue elegido presidente de la Sociedad de Mejoras Públicas y Ornato de Sogamoso, impulsando campañas culturales como la creación de la Biblioteca Pública Joaquín González Camargo y exhibiciones artísticas como la gran exposición fotográfica de las esculturas de Miguel Ángel Buonnarroti, con el apoyo del Instituto Italiano de Cultura.

Silva Celis falleció en la ciudad de Sogamoso, a la edad de 93 años, el 6 de julio de 2007.

## Pionero
Silva Celis es considerado como:
- Pionero de la antropología simbólica en Colombia.
- Pionero de la arqueo-astronomía en Colombia
- Pionero de la arqueología funeraria y bioarqueología en Colombia

## Obras
- Silva C., E. (1944a). Arqueología de Tierradentro. Revista Instituto Etnológico Nacional, 1(1); 1(2).
- Silva C., E. (1944b). Relación preliminar de las investigaciones arqueológicas realizadas en La Belleza, Santander. Boletín de Arqueología, 1(1).
- Silva C., E. (1945a). Contribución al conocimiento de la civilización de los Lache. Boletín de Arqueología, 1(5), 370-424.
- Silva C., E. (1945b). Sobre antropología chibcha. Boletín Arqueológico, 1(6), 531-552.
- Silva C., E. (1945c). Investigaciones arqueológicas en Sogamoso. Boletín de Arqueología, 1(1), 36-48; 1 (2), 93-112; 1(4), 283-297; 1(6), 467-490.
- Silva C., E. (1946). Cráneos de Chiscas. Boletín Arqueológico, 2(2), 46-60.
- Silva C., E. (1947). Sobre arqueología y antropología chibcha. Revista Universidad Nacional, 8, 233-253.
- Silva C., E. (1968). Arqueología y prehistoria de Colombia. Tunja: Universidad Pedagógica y Tecnológica de Colombia.
- Silva C., E. (1981, enero-abril). Investigaciones arqueológicas en Villa de Leiva. Boletín Museo del Oro, año 4, 1-18.
- Silva C., E. (1986). Las ruinas de los observatorios astronómicos precolombinos muiscas. En Villa de Leiva: huella de los siglos (pp. 49-57). Bogotá: Croydon.
- Silva C., E. (1987). Culto a la fecundidad. Los falos muiscas de Villa de Leiva. Maguaré, 5, 167-182.
- Silva C., E. (2005). Estudios sobre la cultura chibcha. Tunja: Academia Boyacense de Historia & Javier Ocampo (ed.).